# Казаков Матвій Федорович
Матві́й Фе́дорович Казако́в (листопад 1738, Москва — 7 листопада 1812, Рязань) — російський архітектор-практик 2-ї половини XVIII століття, представник класицизму.

## Життєпис

### Походження і батьки
Батько був кріпаком. За припущеннями дослідників, родина походить із села Старопластіково, що біля міста Рязань, де більшість мешканців мала прізвище Казакови. Володар-поміщик віддав батька майбутнього архітектора в моряки. Письменний на той час Казаков-батько не був відісланий на корабель, а затриманий у Москві, де був призначений дрібним писарем в Адміралтейській конторі морського департаменту. Так він набув статусу державного кріпака, що трохи захищало від сваволі «барства дикого».

### Навчання і практика будівника
Батько помер у 1751 р. і 12-річного сина мати віддала в навчання до Архітектурної школи Ухтомського Дмитра Васильовича , одного з найкращих представників російського бароко. Серед учнів Ухтомського — низка талановитих майстрів російської архітектури XVIII століття:
- Кокорінов Олександр Філіпович
- Старов Іван Єгорович
- Баженов Василь Іванович

У будівничій команді Ухтомського, що займалася ремонтом державних будівель, Матвій навчався і працював до 1760 року. Отримав чин прапорщика, що відповідало тоді в Російській імперії офіцерському чину. Молодого офіцера перевели в будівничу майстерню міського архітектора П. Р. Нікітіна, де той займався усім — від проєктів, обміру старих будівель і кошторису до заготівлі будматеріалів та експертизи їх якості. Це вигідно відрізняло Матвія Казакова від переважно «паперового архітектора» Баженова Василя Івановича, теоретика і творця проєктів значно більше, ніж практика. Василь Баженов часто обмежувався тільки проєктуванням тих чи інших будівель. Так, ймовірно, його ідеї, начерки чи проєкти використані для будівництва палаців у садибах України Старомерчанський та Вишеньки (Коропський район), плани яких видають надзвичайну обдарованість автора і його високу фахову освіту. Але сам Баженов ніколи не будував ні в Старому Мерчику, ні в садибі Рум'янцева — Вишеньки.
На відміну від Баженова і Старова,Матвія Казакова не посилали на навчання в Академію мистецтв чи за кордон, а архітектурну науку він опановував самотужки та на практиці.

### Вдала архітектурна кар'єра

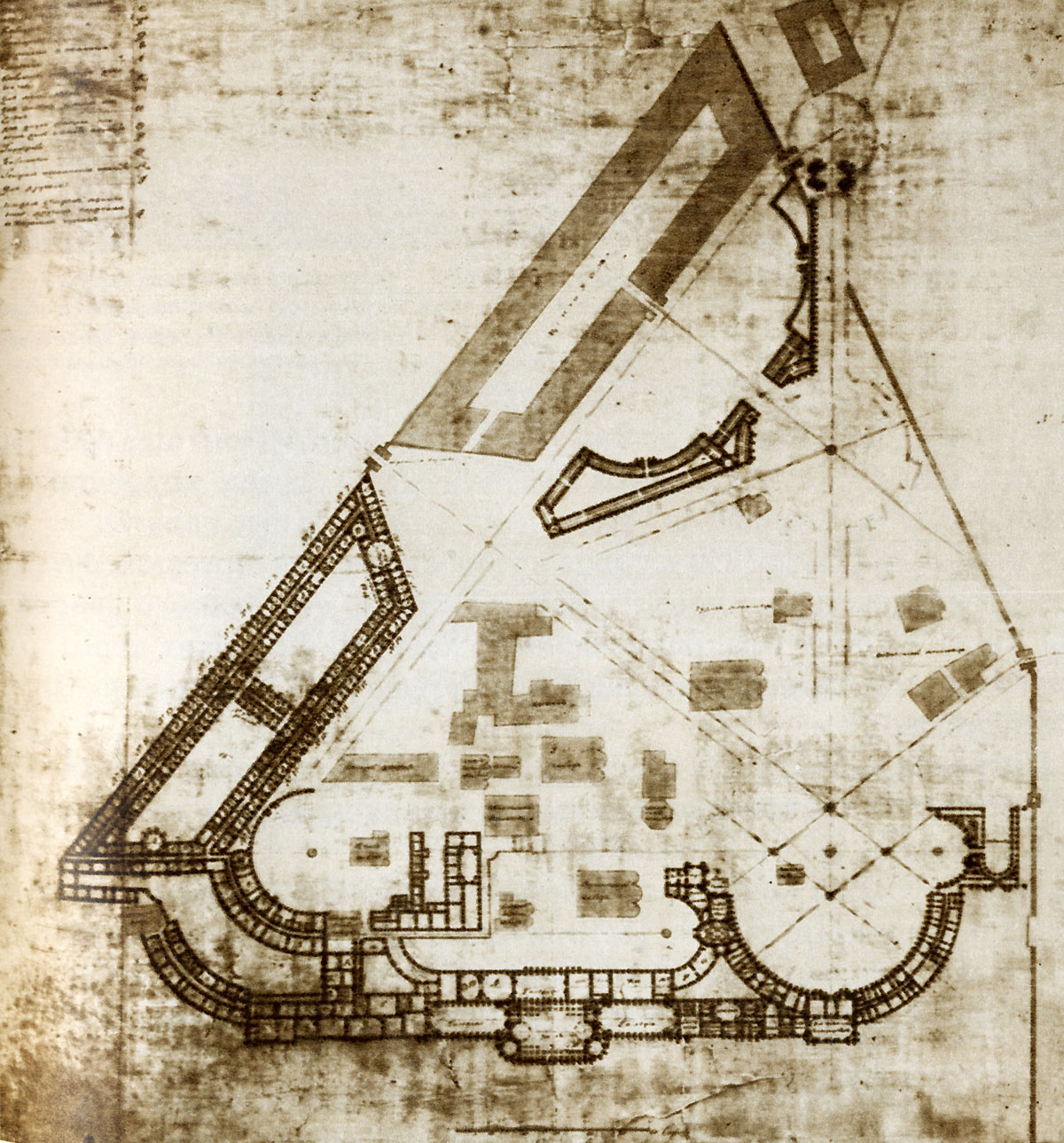
Проєкт реконструкції Кремля. Начерк плану Баженова В. І. 1770 р.

Відсутність академічної освіти не завадила потужній самоосвіті майстра, а багата будівельна практика сприяла феєрично вдалій кар'єрі архітектора-практика, якої не мав навіть багато обдарований В.Баженов. З Казаковим добре розумілися замовники з різними характерами та різними фінансовими можливостями.
Він часто працює поряд з Баженовим (павільйони Ходинського поля з приводу Кучук-Кайнарджийської мирної угоди, реконструкція і проєктування нового палацу в Кремлі). Тому до Казакова логічно переходили замовлення, які б міг отримати гордовитий Баженов. Саме Казаков будуватиме тимчасову резиденцію Катерини II в Москві, пізніше розібрану (Пречистенський палац). Саме Казаков побудує нове приміщення для Сенату в Кремлі, що історики схильні розглядати як цілком прагматичну частину — нереального та гігантського проєкту Баженова, величного, занадто кошторисного, але ніколи не втіленого.
Казаков не цурався навчатися в інших архітекторів. Навіть використовував їх вдалі ідеї, рішення, деталі. Бо це була звична практика тодішніх митців, а не тільки Казакова. Прагматичність проглядалась навіть у первісних проєктах та спорудах Казакова, наприклад, в ансамблі садиби Петровське-Алабіне для багатія Микити Акінфієвича Демідова (1710—1786), де відчуваються впливи проєктних рішень Баженова без зайвої фантазійності проєктів останнього. Не дивно, що дослідники архітектури бездоказово відносили ансамбль до творів Баженова, що не підтвердилося архівними документами.

### Садиба Биково

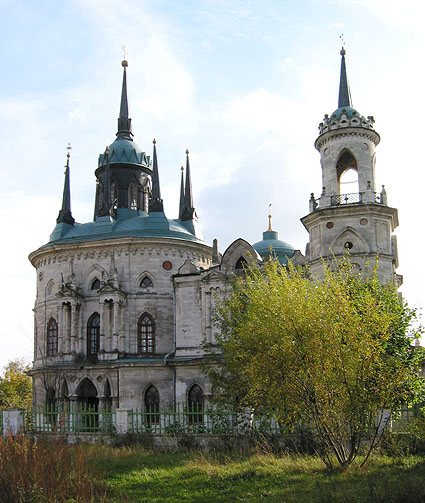
Володимирівська церква в колишній садибі Биково

Казаков працював як у стилістиці класицизму, так і в новомодному псевдоготичному стилі. На відміну від жорстко обмеженого у формах класицизму (площини стін з обмеженим використанням оздоб чи їх відсутністю взагалі, колони, фронтони, портики, пілястри), псевдоготичний стиль давав можливість широко використовувати інші форми та архітектрні об'єми, їх неканонічні комбінації і яскраві кольори, характерні для російської архітектури XVII століття. До цієї стилістики охоче зверталися:
- Юрій Фельтен (Чесменський палац, Чесменська церква, паркові павільйони)
- Старов Іван Єгорович (палац Островки для князя Потьомкіна)
- Львов Микола Олександрович (Приоратський палац, Гатчина)
- той же Василь Баженов.

Серед псевдоготичних споруд Матвія Казакова — Петровський імператорський палац, Володимирівська церква в садибі Биково та ін. Головою архітектурної команди в Москві, де працювали Баженов і Казаков, був генерал М. М. Ізмайлов, якому ніщо не заважало залучити до перебудов власної садиби Биково обох архітекторів, що він і зробив.

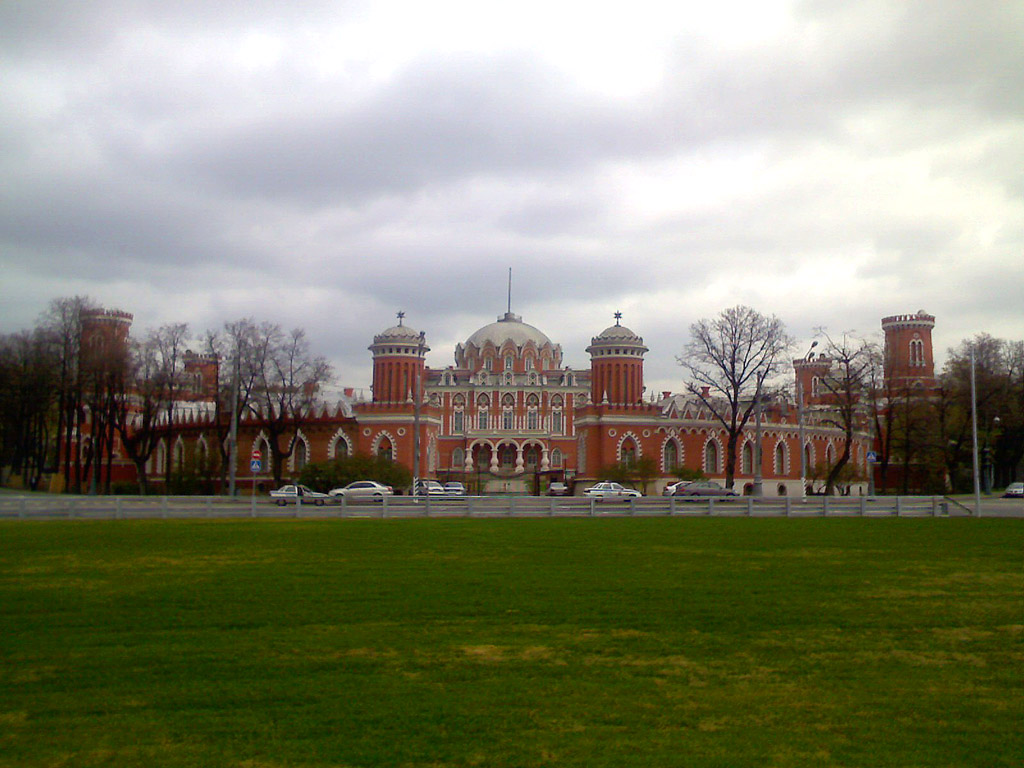
Петровський палац
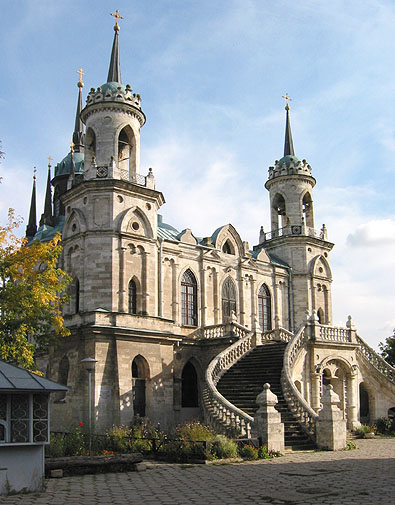
Церква в садибі Биково
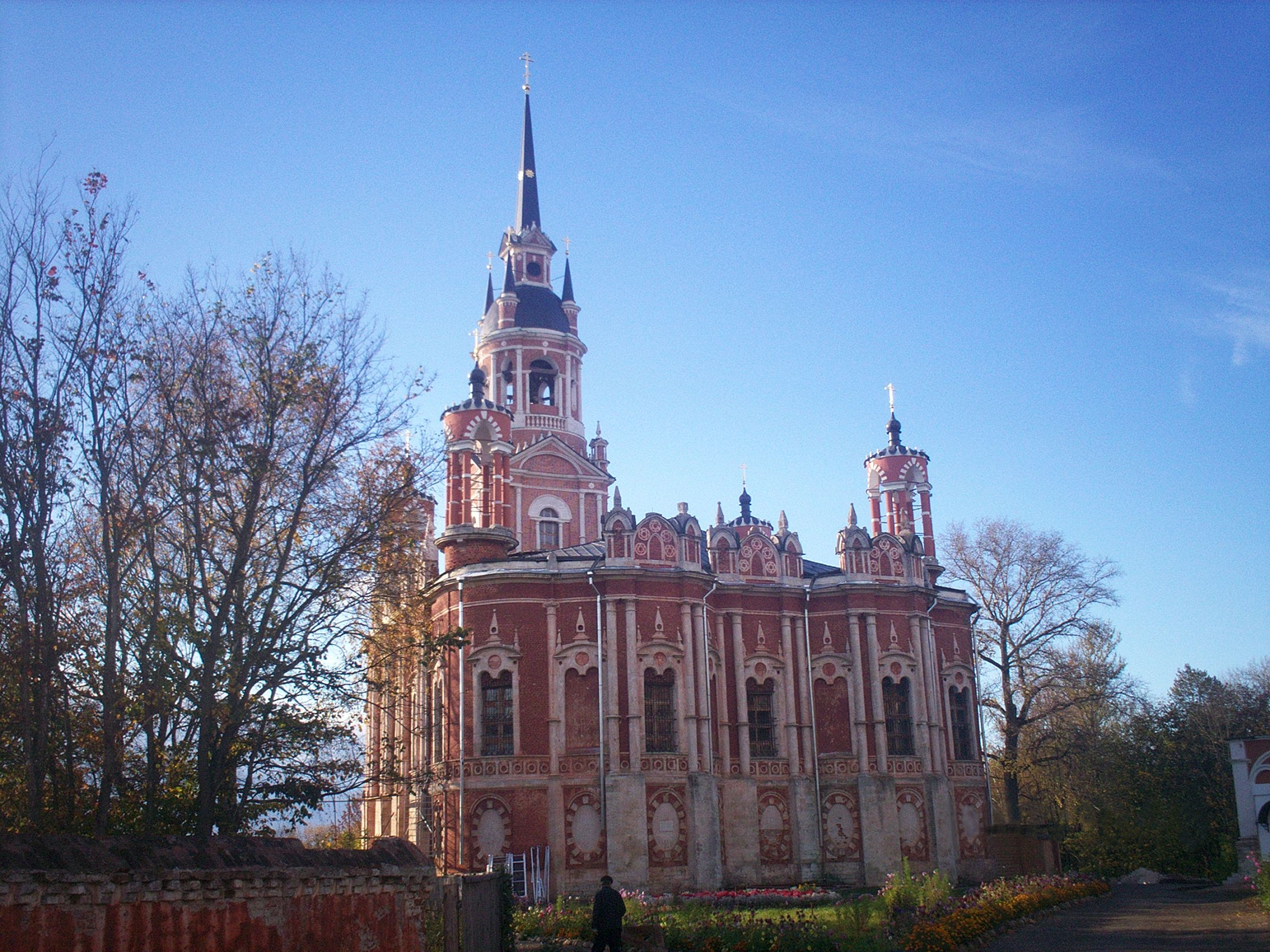
Собор у можайську. фасад.
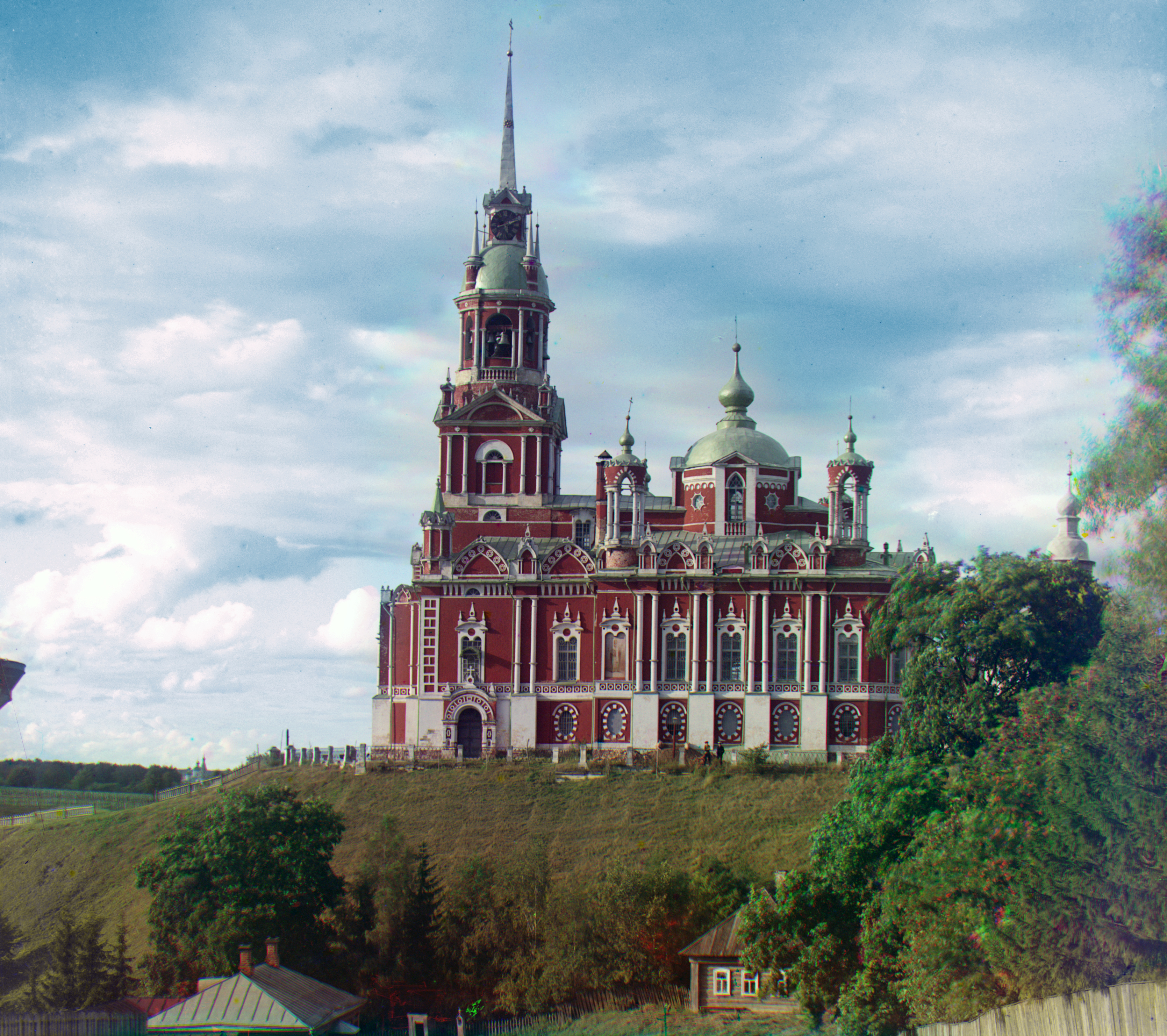
Миколаївський собор у можайську

### Палац імператриці в Царицино

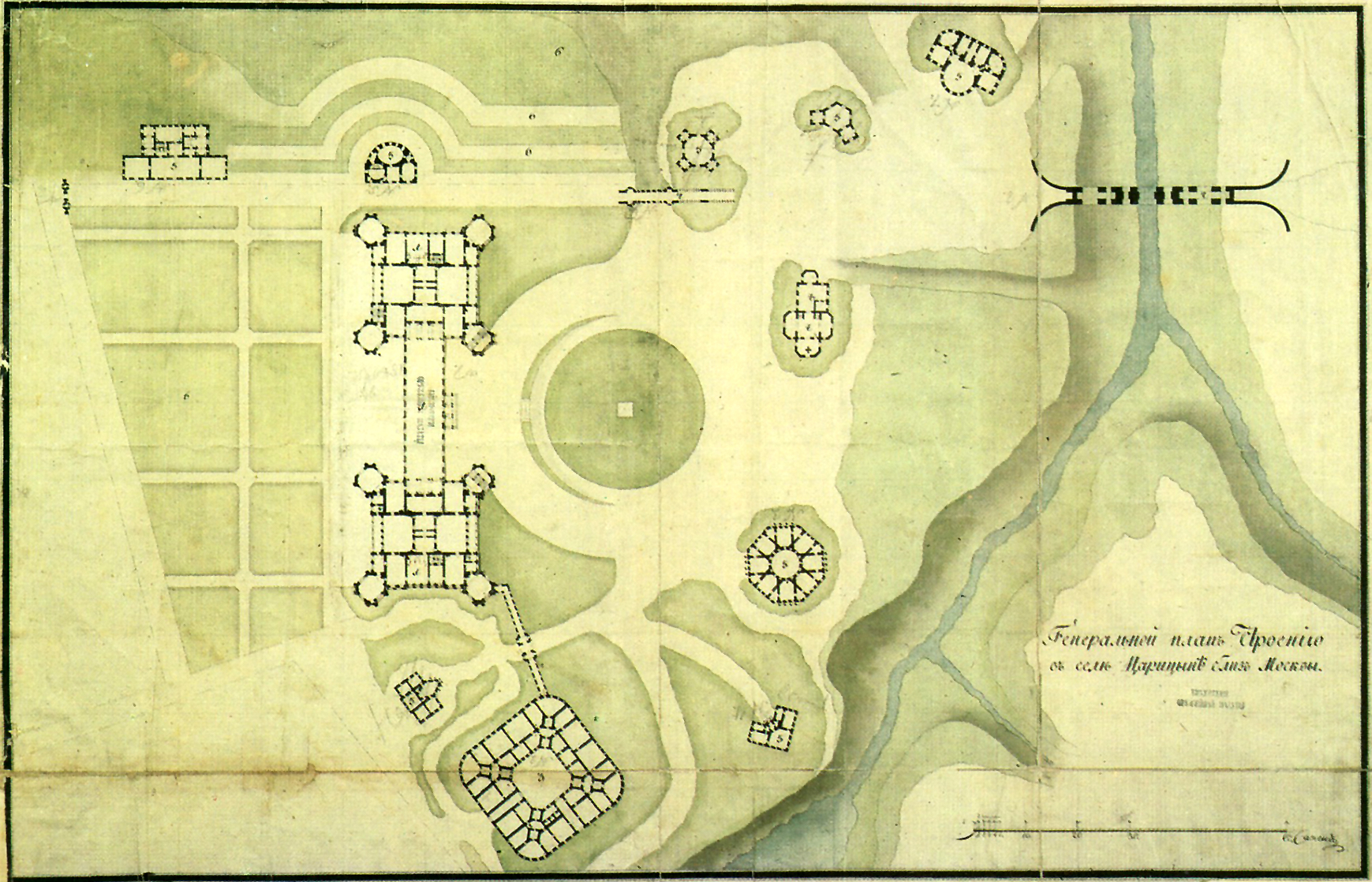
План садиби в Царицино з Казаковським палацом в ансамблі, що розпланував ще В. І. Баженов, 1786 р.

Після поразки Баженова при побудові імператорської резиденції в Царицино і відсторонення того від будівництва — саме Казакову довірили побудову нового палацу імператриці. Але Катерина II охолола до ідеї створення власної резиденції в Москві й палац залишили недобудованим. Романтична, зруйнована будівля в псевдоготичному стилі стоятиме пусткою більш ніж 200 років, а Казаков теж переживе гіркоту розчарувань, яку пережив при споруді Царицино до нього Баженов.

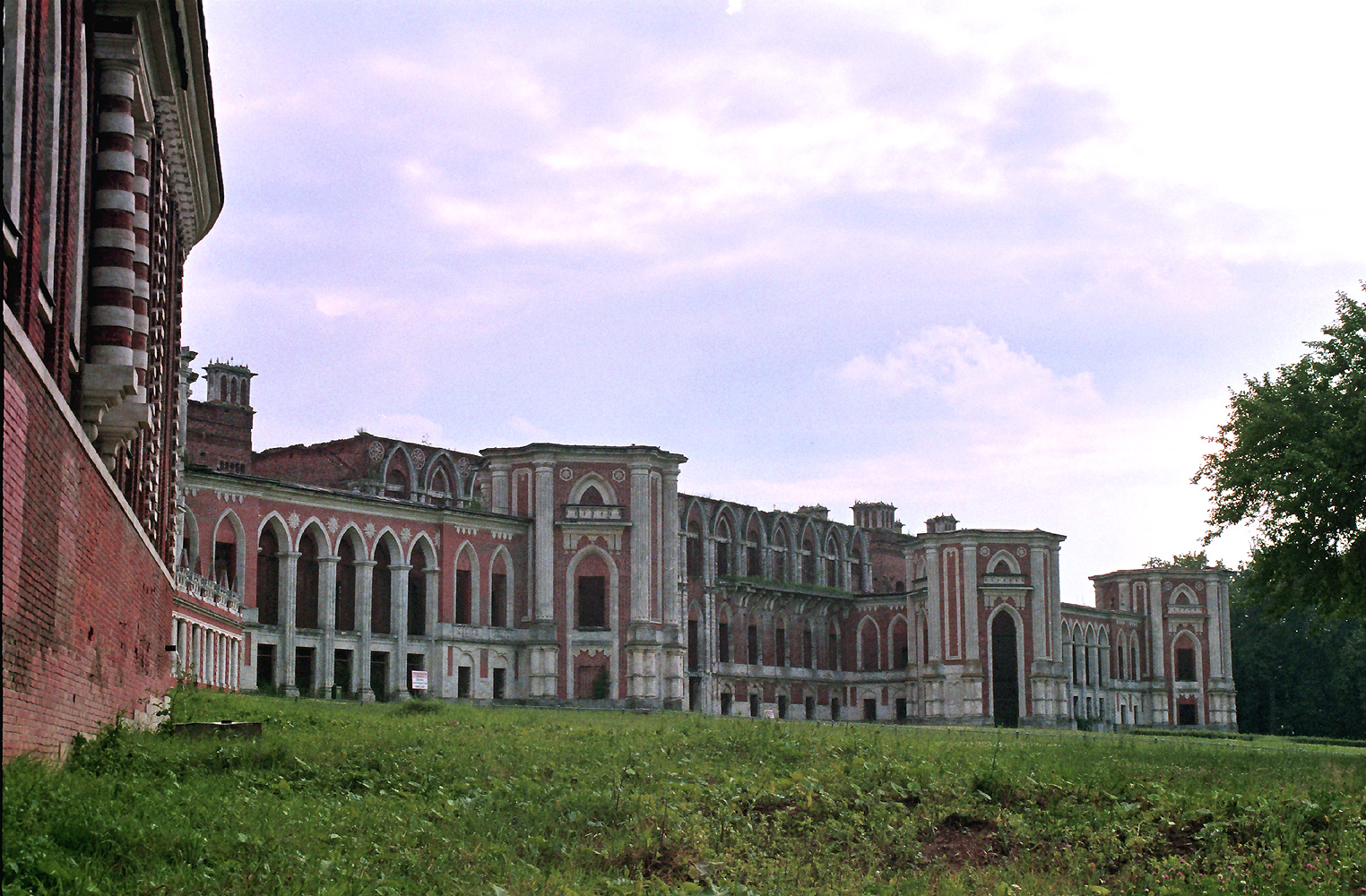
Руїна Казаковського палацу в Царицино, 2003 рік.
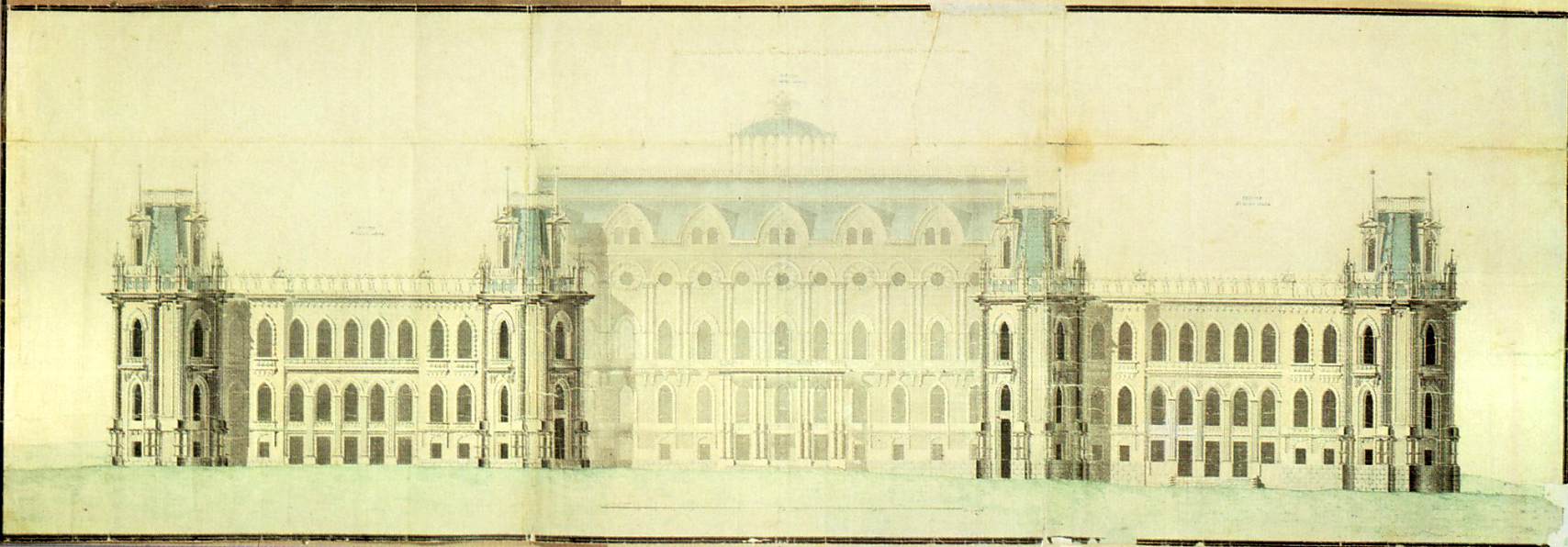
Казаков, проєкт парадного фасаду палацу
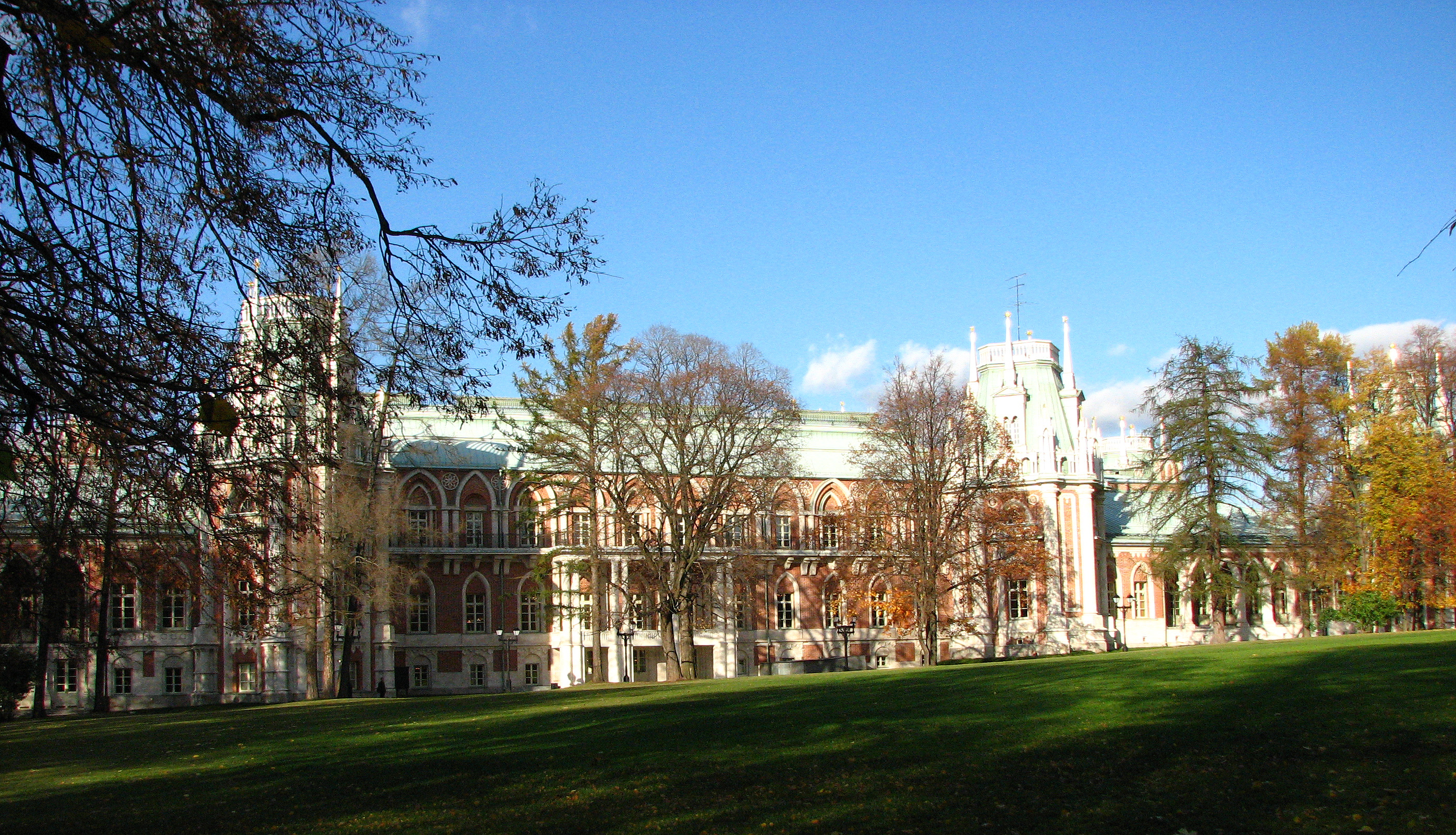
Палац після невдалого ремонту
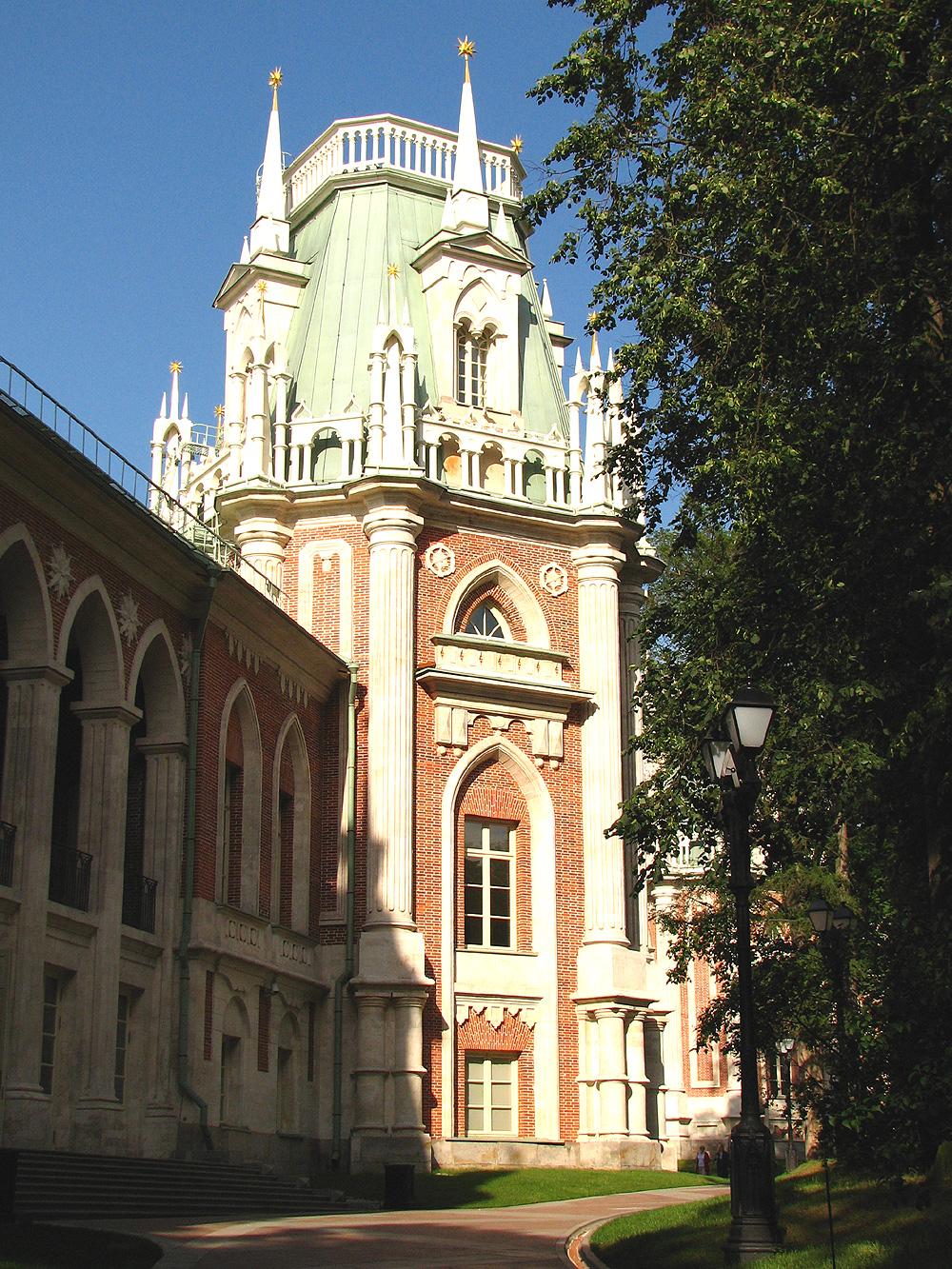
Сучасне фантазійне завершення вежі, якого історично не було, стан на 2008 р.

### Плани будівель Казакова
Серед креслень архітектора Казакова — чимало цікавих зразків розпланування різних за призначенням будівель і сполучення їх з архітектурним чи природним оточенням.

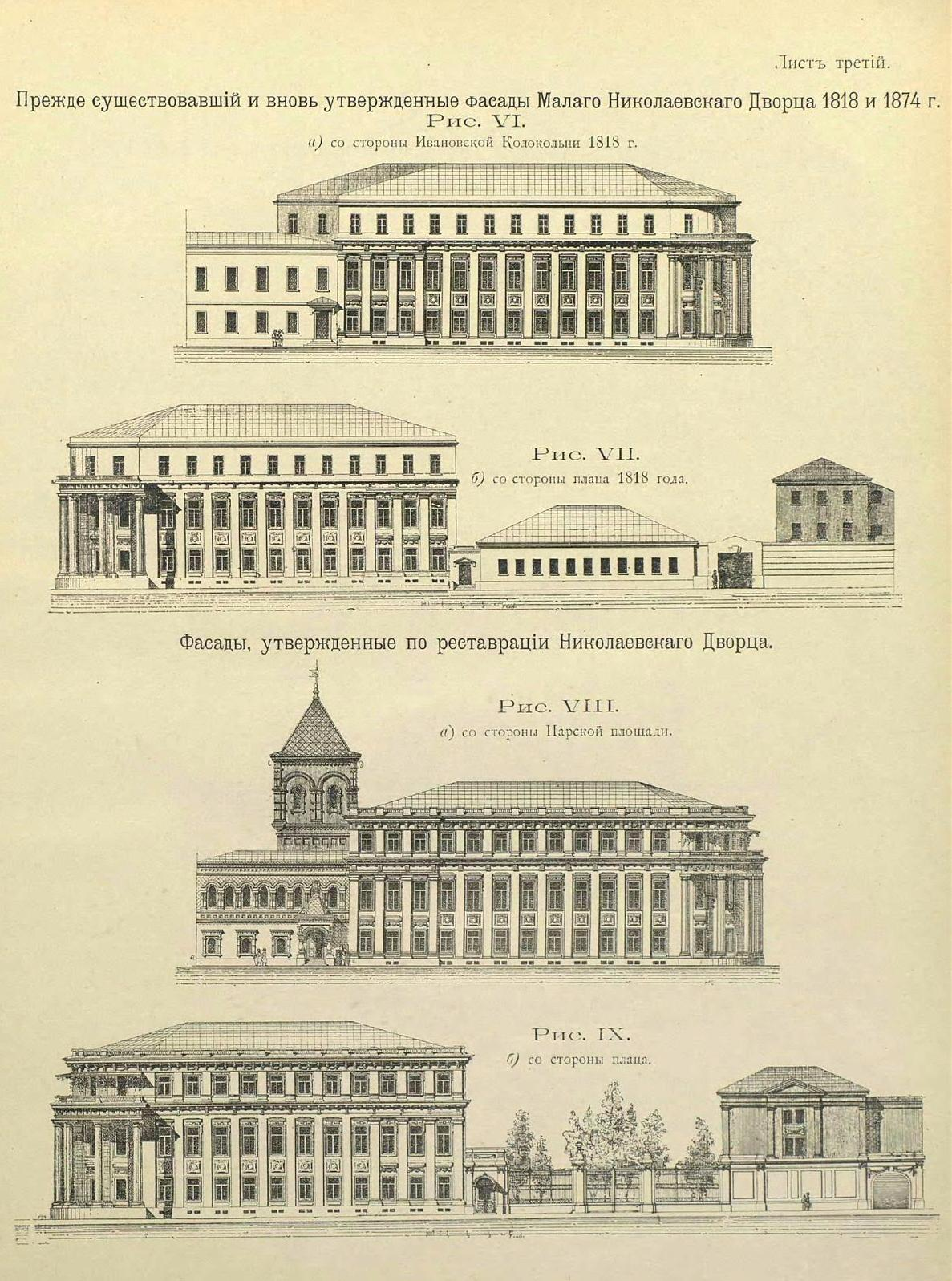
Малий Миколаївський палац (колишній Архієрейський будинок в Кремлі, зруйнований)
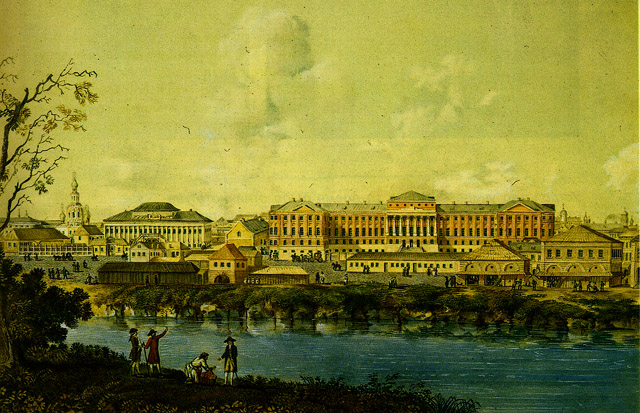
Арх. Казаков. Первісна (допожежна) будівля Московського університету
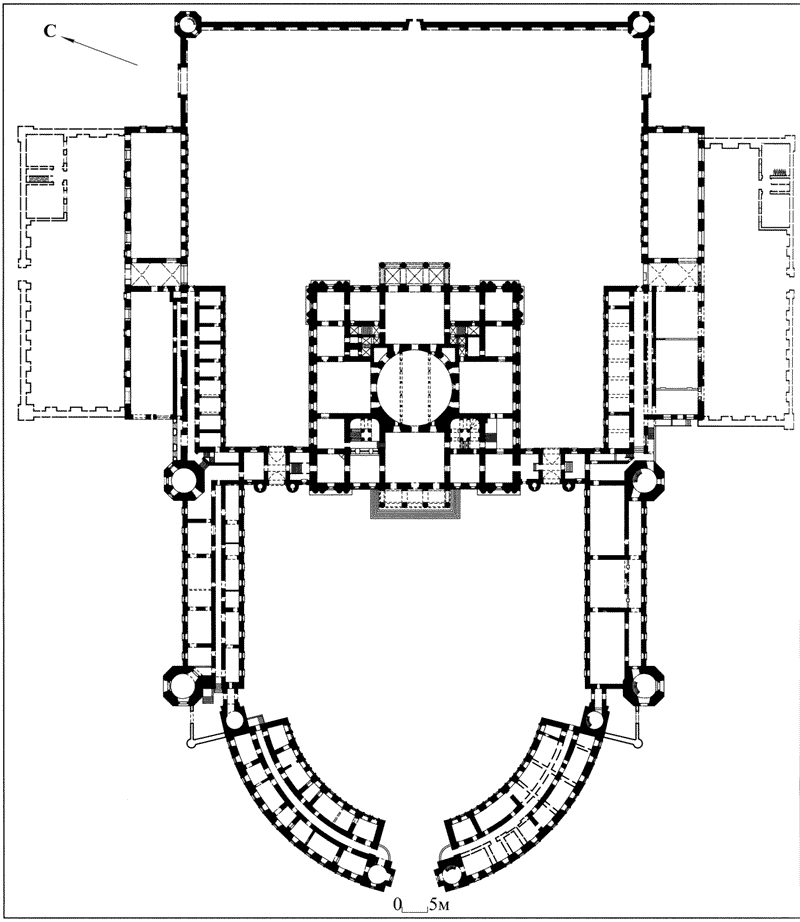
Казаков, план Петровського палацу в передмісті Москви.
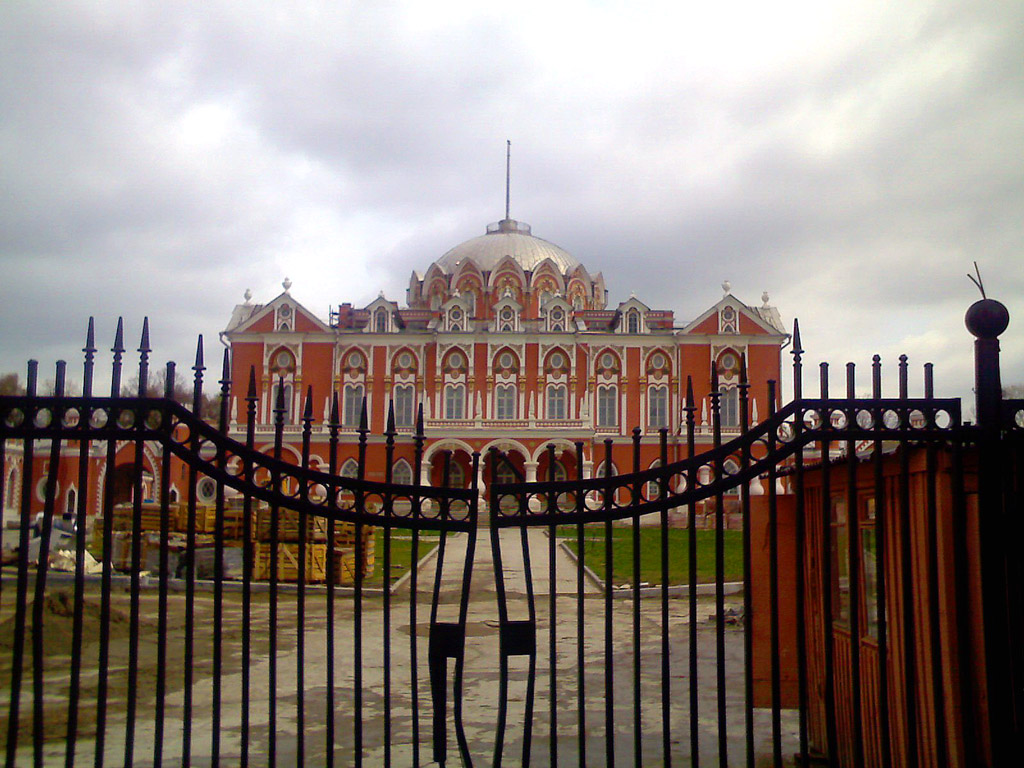
Петровський палац, реставрація 2007 р.
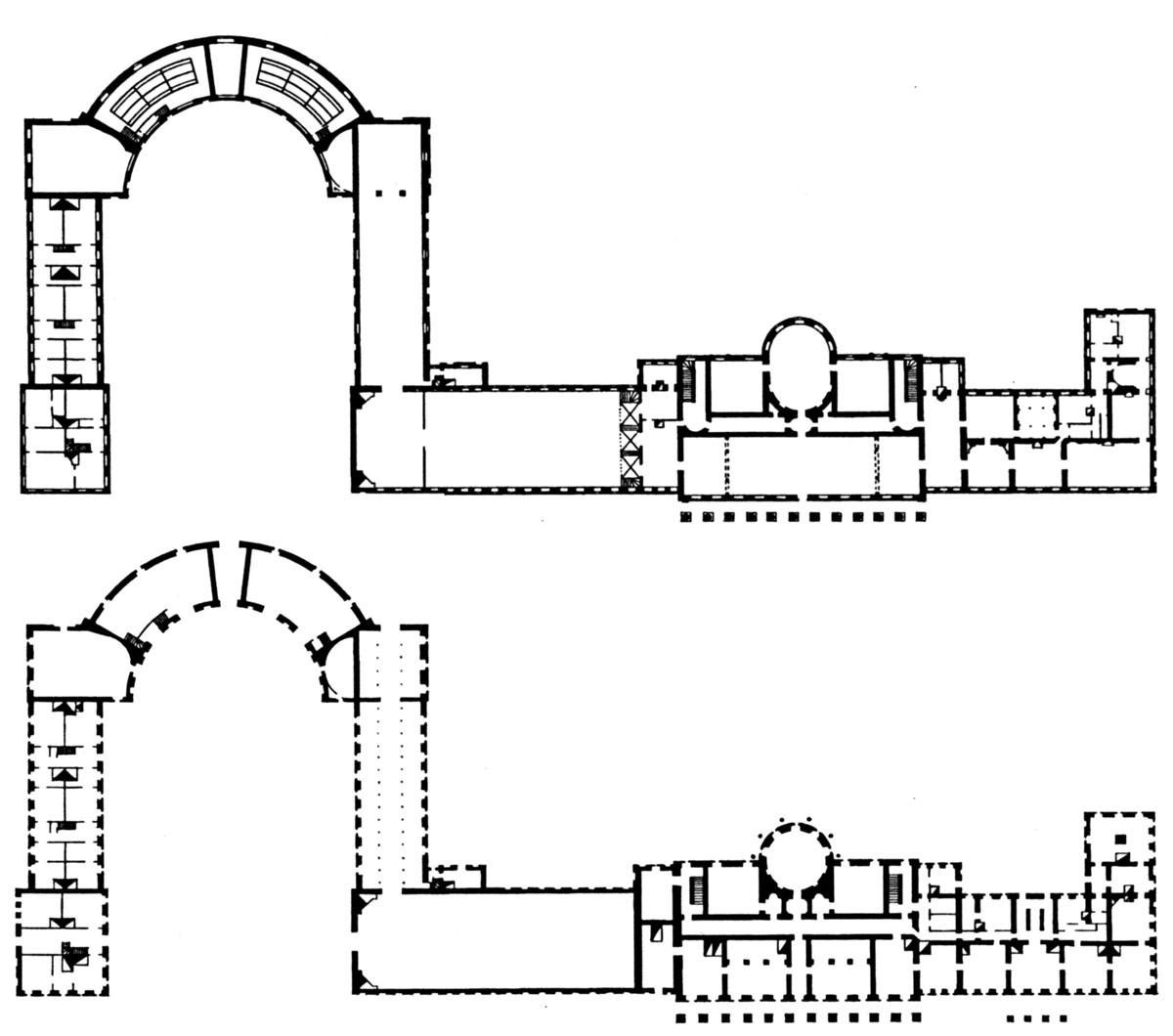
Катерининська лікарня, 1790-ті рр. Плани 1 та 2 поверхів.
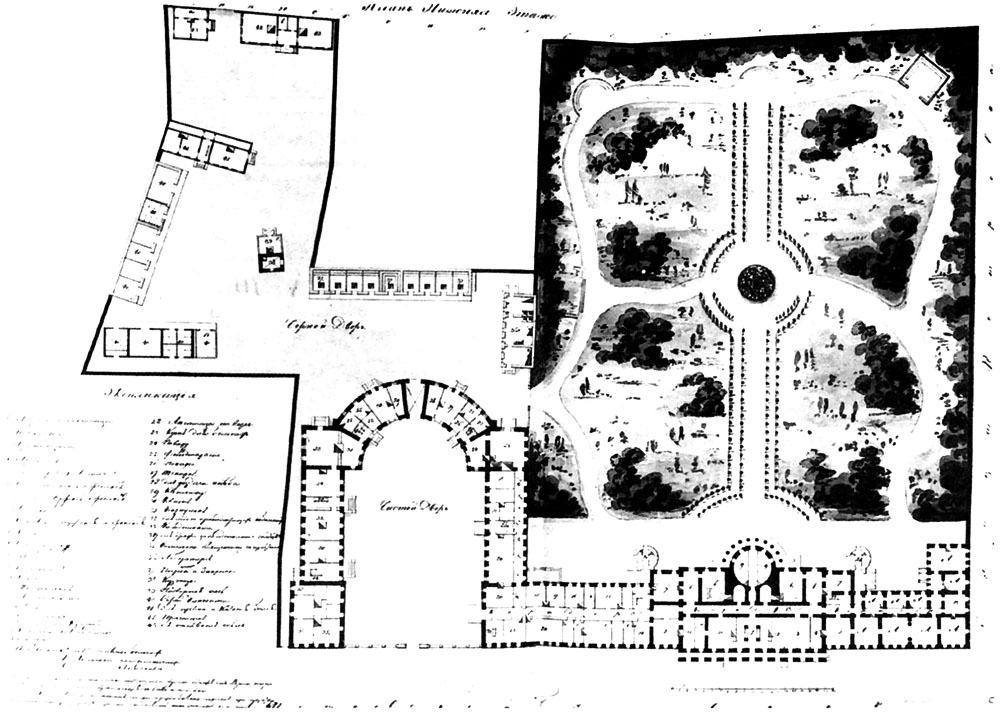
Генплан Катерининської лікарні,на 1887 р.
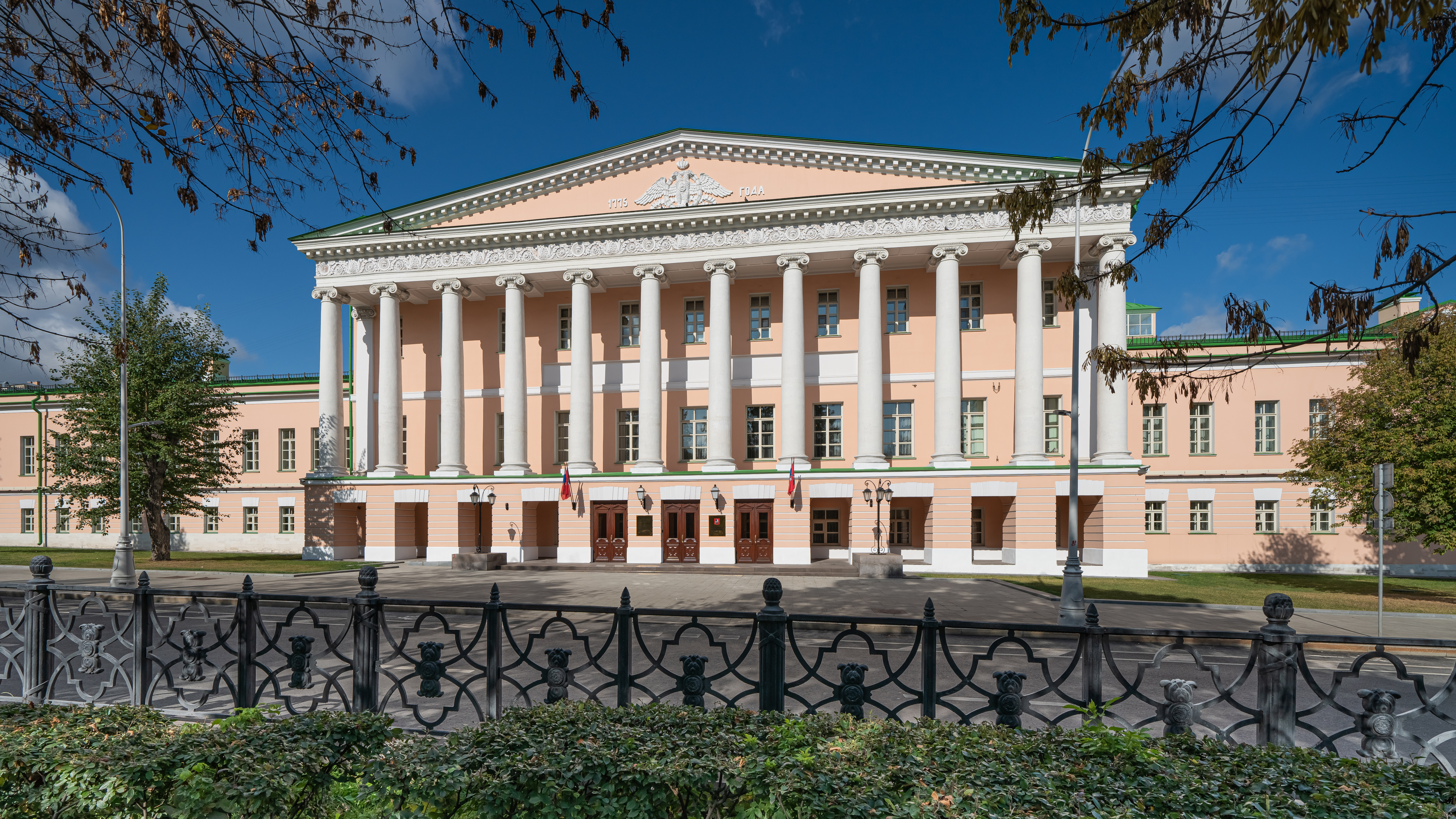
Фасад Катерининської лікарні, 2019 р.
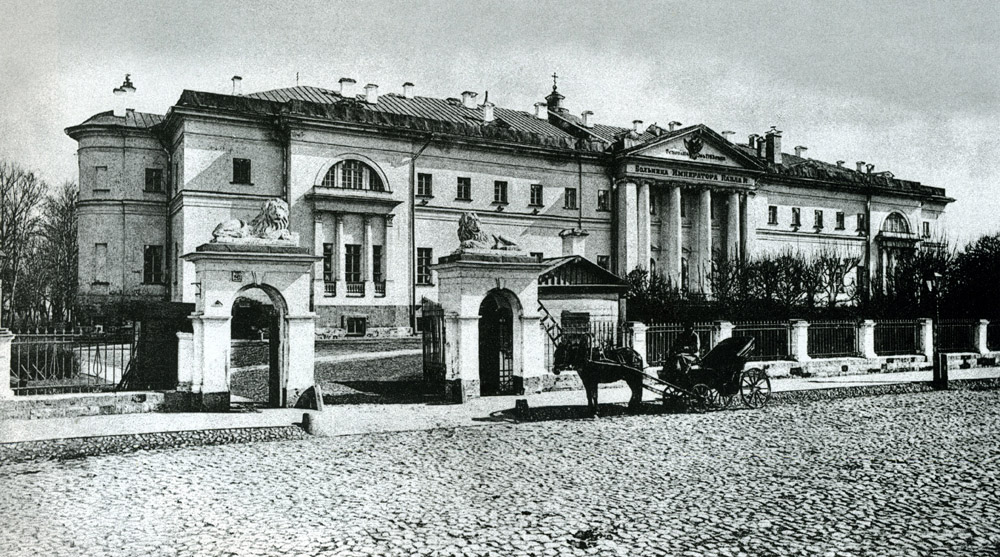
Павловська лікарня

### Смерть
Старого й заслаблого архітектора перед захопленням Москви армією Наполеона сини вивезли до Рязані. У віці 74 роки він помер у Рязані і був похований на цвинтарі Рязанського монастиря Св. Трійці. Могила не збереглася.

## Архітектурна школа Казакова
Матвій Казаков був не тільки архітектором, а й викладачем. Відомо, що він викладав у школі, заснованій при Експедиції кремлівського будівництва. Серед учнів Матвія Казакова — архітектори
- Єготов І. В.
- Бове Йосип Іванович
- Бокарєв О. Н. та два сини архітектора з тим же прізвищем, що призвело до плутанини в авторстві будівель (атрибуція).

## Увічнення пам'яті
- У 1939 році колишня вулиця Горохова в Москві перейменована на вул. Казакова
- Колишня вулиця Дворянська в місті Коломна перейменована на вул. Казакова
- Ім'ям цього архітектора названо астероїд 5544 Казаков.

## Вибрані твори

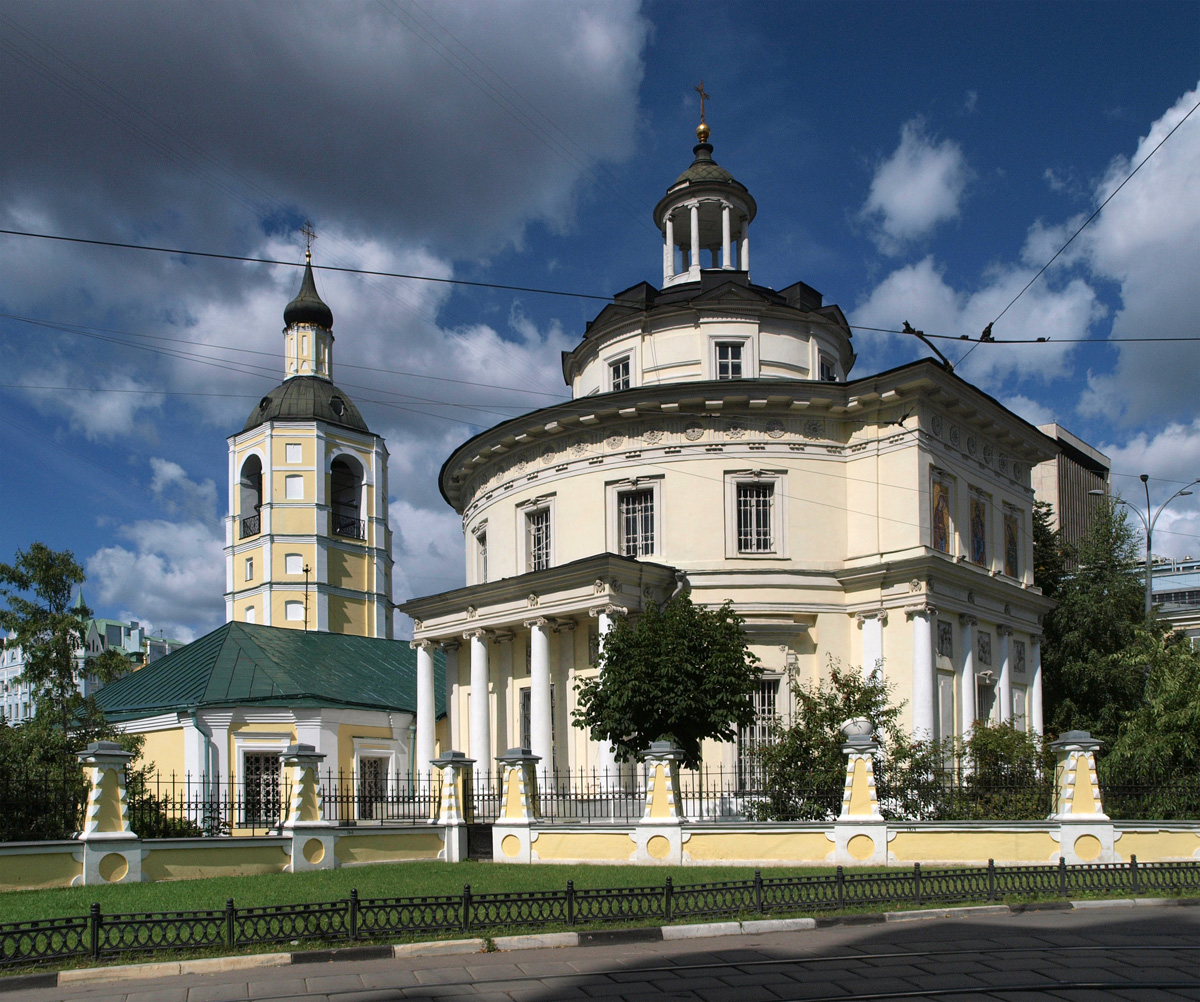
Церква Філіпа митрополита, 2009 р.

- Садиба Рай-Семенівське, церква Спаса, добудови (1774-17813)
- Садиба Петровське-Алабіне, палац М. А. Демідова (нині Московська обл. Наро-Фомінський р-н, 1775—1776, зруйнований)
- Будинок архієпискрпа Платона(Архієрейський будинок, пізніше — Малий Миколаївський палац, Кремль, 1775 р.)
- Павільйони Ходинського поля на честь Кучук-Кайнарджийської мирної угоди, Москва, (участь в будівництві, 1775)
- Будівля Благородного зібрання (1775)
- Подорожній палац (Твер) для імператориці (участь в будівництві)
- Сенат, Кремль (1776—1787)
- Петровський імператорський палац в передмісті Москви (1776—1780)

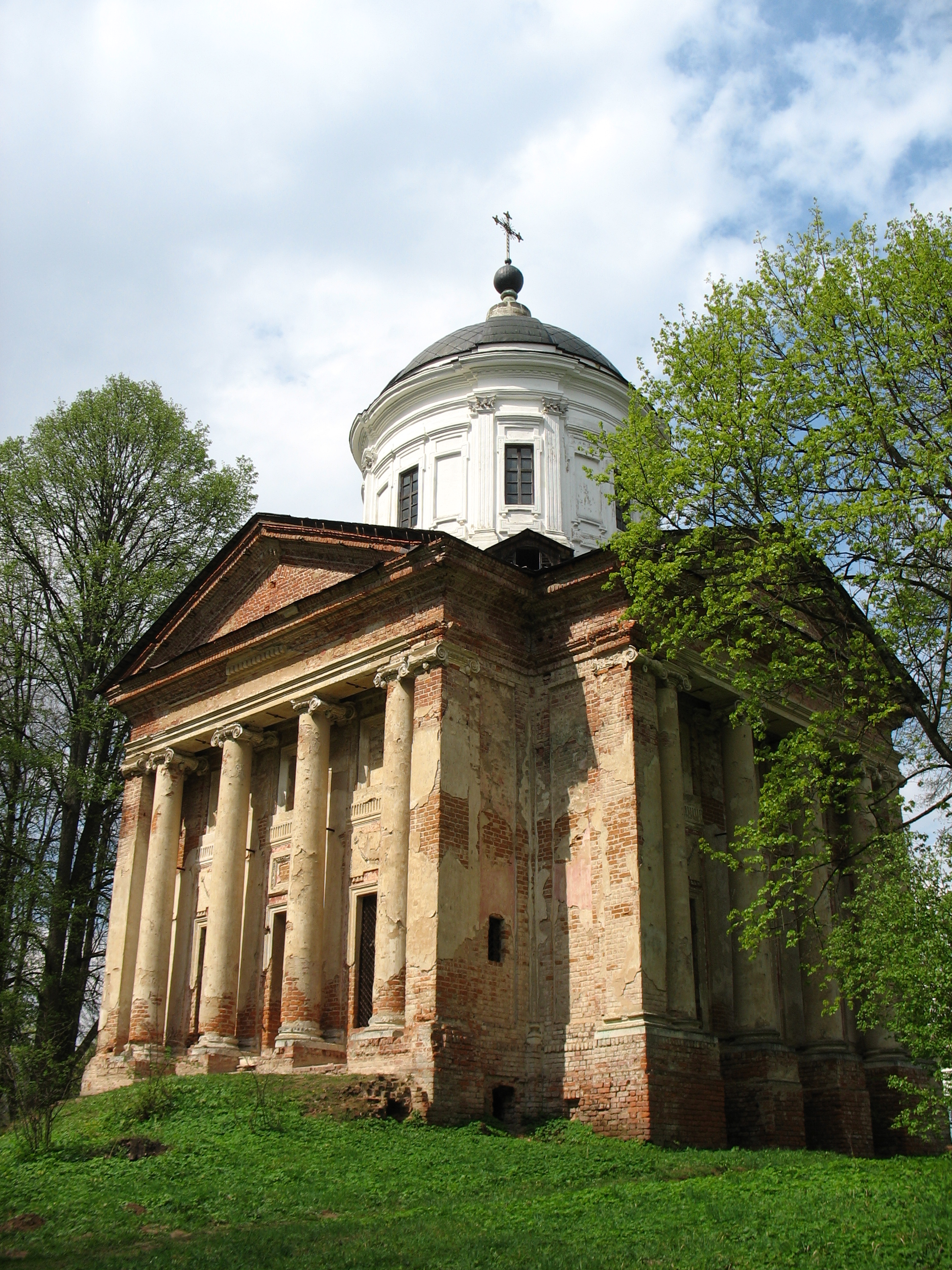
Садиба Баришнікова — Алєксине, ц-ва Архангела Михаїла, Смоленська обл.

- Церква Філіпа митрополита, Москва (1777—1788)
- Генеральний план забудови Коломни (1778)
- Церква Вознесіння, м. Коломна
- Міська садиба Демідова, Москва (1779—1791)
- Будинок Козицьких, Москва (1780—1788)
- Садиба в Коньково, зруйнована.
- Садиба Биково генерала М. М. Ізмайлова, перебудована в 19 ст.
- Володимирівська церква в садибі Биково, 1789 р..
- Садиба Царицино, імператорський палац (1786 р.), Москва, покинутий недобудованим.
- Допожежна будівля Московського університету (1786—1893)
- Садиба Ніколо-Погорєлове, мавзолей[1]

(Смоленська губ. 1784—1802 рр., зруйнований)
- Церква Вознесіння, Москва, (1790—1793)

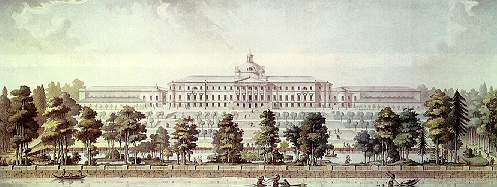
Голіцинська лікарня, 1775 р.

- Церква св. Козьми та Даміана, Москва (1791—1803)
- Міська садиба Губіна, Москва (1790-ті рр.)
- Міська садиба Баришнікова, Москва (1797—1802)
- Голіцинська лікарня, Москва (1796—1801)
- Павловська лікарня, Москва (1802—1807)